# Boge GmbH
Die Boge GmbH war ein deutsches Unternehmen in Eitorf, mit 1.800 Beschäftigten der größte Arbeitgeber am Ort und der größte Stoßdämpfer-Hersteller in Europa. Außerdem war das Unternehmen im Maschinen-, Geräte-, Kraftfahrzeug- und Flugzeugbau tätig.

## Adolf Boge senior
Adolf Boge sen. (* 14. Februar 1874 in Bielefeld; † 25. Juni 1952 in Eitorf) war Dreher bei der Solinger Metallwarenfabrik Weyersberg & Kirschbaum. Als begeisterter Kunstradfahrer kam er oft nach Eitorf, um mit dem dortigen Radfahrerclub Schwalbe zu üben. 
1903 gründete er mit Fritz Kasten das Unternehmen Boge & Kasten - Solingen, kurz BKS, in dem er Türschließer konstruierte und das bekannte Zylinderschloss entwickelte. Sein Bruder Otto Boge gründete 1907 in Bielefeld ein Unternehmen, dessen Aufgabe zunächst der Vertrieb und die Wartung von Türschließern aus dem Hause BKS war, das später jedoch unter der Firma Boge Kompressoren im Bereich der Druckluftversorgung zu den Weltmarktführern und in Deutschland einer der ältesten Hersteller von Kompressoren wurde.
1928 wurde das BKS-Werk in Eitorf an die US-amerikanische Gesellschaft Yale & Thowne verkauft. Adolf Boge zog nach Altglück bei Hennef-Hanfmühle und beteiligte sich 1929 an der Werkzeugfabrik Steinmetz in Bad Godesberg, die er 1930 komplett kaufte, als diese in finanzielle Schwierigkeiten geraten war. 1931 gründete er mit seinem Sohn die Godesberger Präzisions-Werkzeugfabrik Boge & Sohn KG. Das Unternehmen wurde zunächst als Werkzeugfabrik weitergeführt, gleichzeitig begann die Produktion eines Hebelstoßdämpfers, Fundament und Ausgangspunkt für das grundsätzlich neue Programm des Unternehmens. Ein Jahr später wurden erstmals in Autos Stoßdämpfer von Boge eingebaut.

## Adolf Boge junior
Der Sohn Adolf Boge jun. blieb nach dem Verkauf zunächst noch in der Geschäftsleitung von BKS. Nachdem die Muttergesellschaft einen von ihm entwickelten Pkw-Stoßdämpfer nicht produzieren wollte, ließ er diesen in der Fabrik seines Vaters in Bad Godesberg herstellen. Hier wurde dann ein hydraulischer, doppelseitig wirkender Hebelstoßdämpfer entwickelt. 1934 wurde der neu entwickelte Silentbloc in das Sortiment aufgenommen. Wegen des großen Erfolgs entschloss man sich zur Expansion des Unternehmens. Durch die aus Eitorf stammende Hausangestellte Grete Lascheid wurde seinem Vater das dafür geeignete stillgelegte Werk Hegeling in Eitorf angeboten.

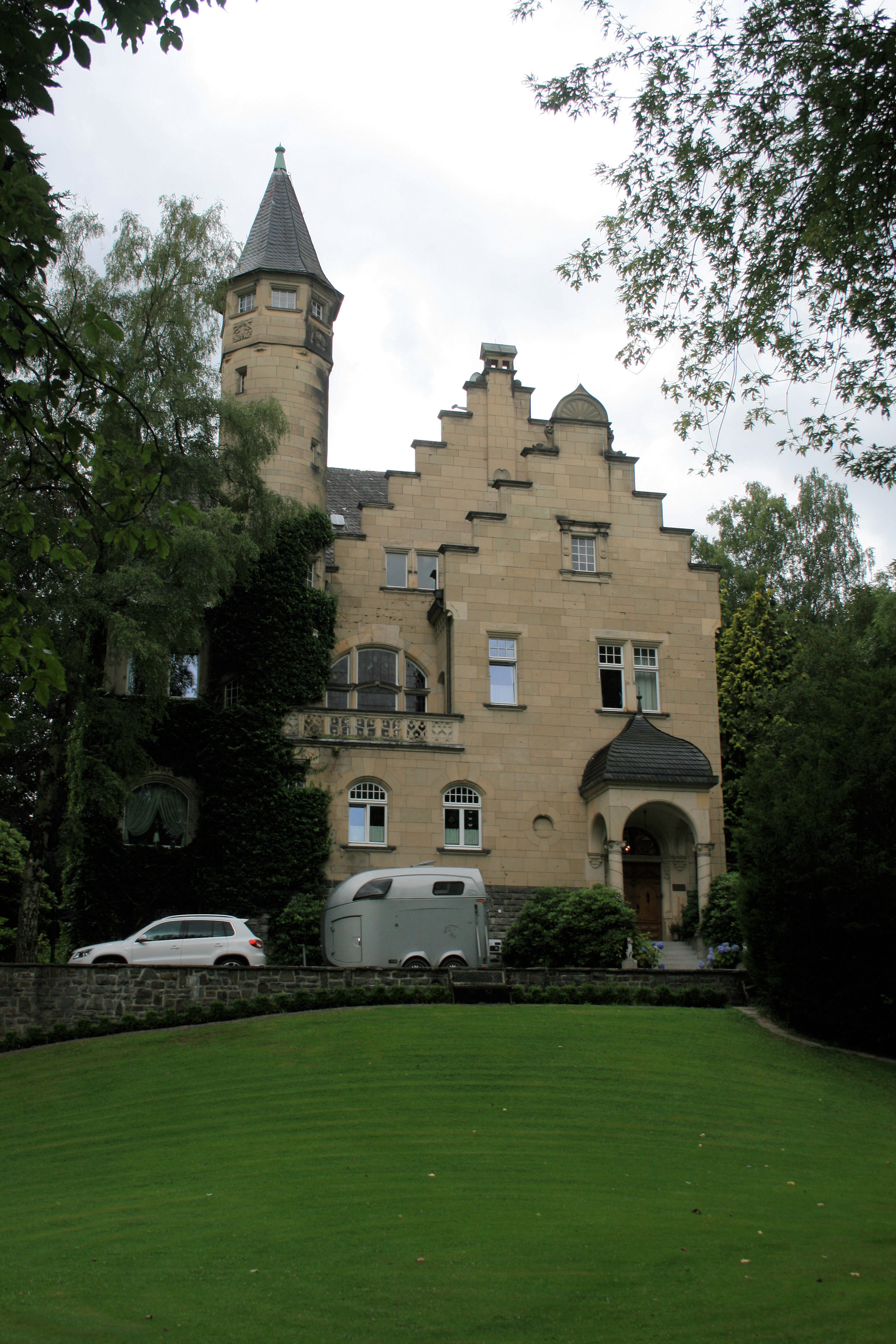
Die "Villa Boge" in Eitorf war ursprünglich auch eine Gauhevilla

## Das Eitorfer Werk
1910 entstand in Eitorf die Maschinenfabrik Schwarzhaupt, in der Staubsauger und Feuerlöscher hergestellt wurden. 1917 kaufte C. A. Hegeling das in Konkurs gegangene Unternehmen. 1921 baute er das siegaufwärts gelegene Kraftwerk Unkelmühle und experimentierte mit Metalllegierungen. Ab 1922 wurden nur noch Fahrräder und Schreibmaschinen hergestellt. 1930 wurde das inzwischen stillgelegte Werk an die Boge & Sohn KG verkauft.

## Unternehmensgeschichte
Am 1. Januar 1935 wurde die Unternehmenszentrale nach Eitorf verlegt. Hier arbeiteten 175 Mitarbeiter, dazu 120 in Bad Godesberg, die der neuen Fabrik nur noch zuarbeiteten. 1936 wurde die Boge & Sohn KG in die Boge GmbH umgewandelt. Boge lieferte unter anderem die Stoßdämpfer für den KdF-Wagen, den Vorläufer des VW Käfer.

### Zweiter Weltkrieg
Der Sohn von Adolf Boge jun., Ernst-Adolf, blieb im Osten vermisst. 1945 wurde ein Drittel des Werkes durch Bombenangriffe zerstört, nach Kriegsende US-amerikanische Truppen einquartiert. 1946 konnte die Produktion wieder aufgenommen werden.

### Nachkriegszeit
1948 wurden vor allem Teleskopstoßdämpfer produziert. 1951 entstand aus der Boge GmbH die Boge & Sohn OHG, welche im folgenden Jahr aufgespalten wurde in die Holding Boge & Sohn OHG und die Betriebsgesellschaft Boge GmbH.
Am 25. Juni 1952 verstarb Adolf Boge sen. im Alter von 78 Jahren. Zum Zeitpunkt des Todes von Adolf Boge jun. am 5. Mai 1961 wurden fünf Millionen Stoßdämpfer und ebenso viele Silentblöcke jährlich produziert; außerdem vierzehntausend Kupplungen. Die Geschäfte führten die Schwiegersöhne Diplom-Kaufmann Otto Rauschendorfer und Ingenieur Karl Knauf als Erben. Ab 1957 wurden MacPherson-Federbeine hergestellt.
1963 wurde in Kempenich ein weiteres Zweigwerk für die Produktion von Silentblöcken errichtet. 1964 wurde ein Werk in Ahrweiler übernommen, um dort Federbeine zu produzieren. 1966 wurde ein weiteres Werk in München übernommen. Hier wurden die neuen Hydromaten hergestellt. Später wurde dieser Standort mit der Hoesch AG als Hydropneumatik-Federungselemente GmbH selbständig.
1970 beteiligte sich Boge an der Sintermetall S.A. in der Nähe von Barcelona. Zwei Jahre später wurde ein weiteres Werk in Simmern/Hunsrück zur Produktion von Gummimetall-Elementen und Pralldämpfern gebaut. 1977 übernahm Boge die Sintermetall S.A in Spanien komplett. 
1987 wurde die Boge & Sohn OHG in die Boge GmbH integriert, im Anschluss daran wurde die GmbH in eine Aktiengesellschaft umgewandelt.

### Produktion
| Jahr               | Beschäftigte | Produzierte Stoßdämpfer in Mio. | Produzierte Silentblocs in Mio. |
| ------------------ | ------------ | ------------------------------- | ------------------------------- |
| 1951               | 0600         | 0,361                           | 1,0                             |
| 1955               | 1.228        | 2,0                             | 2,0                             |
| 1959 (Jan. - Okt.) | 2.100        | 3,0                             | 3,5                             |

## Weitere Unternehmensgeschichte
1991 wurde die Boge GmbH an die Mannesmann AG verkauft und firmierte unter Mannesmann-Boge. 1992 wurde der Stoßdämpferbereich von Boge (Werke Eitorf und Ahrweiler) mit der Fichtel & Sachs AG zusammengeführt und die AG wieder in eine GmbH umgewandelt. Boge beschränkte sich nun an den Standorten Bonn und Simmern auf die Produktion von Gummimetall-Teilen und Pralldämpfern. Hauptsitz wurde Bonn-Bad Godesberg. 
1995 verklagte Boge einen ehemaligen Abteilungsleiter, der sich von Zulieferfirmen Prozentanteile auszahlen ließ, erfolgreich auf etwa eine Million DM Schadenersatz. 
1997 erfolgte eine weitere Umbenennung in Mannesmann Boge GmbH. Seit dieser Zeit erfolgte eine umfangreiche Internationalisierung: Standorte in den USA, Mexiko, Brasilien, der Slowakei und Australien wurden in den Folgejahren gegründet.
1999 fasste Mannesmann die Bereiche Engineering und Automotive, zu denen unter anderem auch Boge zählte, zur Atecs Mannesmann AG zusammen. Diese wurde nach der Übernahme von Mannesmann durch Vodafone von Siemens übernommen. Siemens verkaufte dann die Unternehmen Mannesmann Sachs und Mannesmann Boge an die ZF Friedrichshafen AG.
Ab 2001 gehörte Boge zu ZF Friedrichshafen, das Eitorfer Werk firmierte unter ZF Sachs, die umfirmierte Gesellschaft Mannesmann Sachs. Die Boge GmbH wurde mit der ZF Lemförder Elastmetall GmbH zur ZF Boge Elastmetall GmbH mit Sitz in Damme (Niedersachsen) zusammengefasst. Der Standort Bonn-Bad Godesberg verlor zunehmend an Bedeutung. Ab 2011 waren dort nur noch ca. 250 Mitarbeiter beschäftigt. Die „ZF Boge Elastmetall“ GmbH ging im September 2010 vollständig in der „ZF Lemförder GmbH“ auf.
2007 arbeiteten etwa 800 Beschäftigte im ZF-Sachs-Werk Eitorf. In diesem wurden im vorherigen Jahr 6,9 Millionen Stoßdämpfer produziert.
Im August 2011 gingen die meisten deutschen Einzelgesellschaften in einer einzigen Gesellschaft auf und firmierten seitdem einheitlich unter dem Namen „ZF Friedrichshafen AG“.
Seit dem 1. September 2014 ist die BOGE Elastmetall GmbH wieder ein eigenständiges Unternehmen, da die ZF Friedrichshafen AG den Bereich rubber-plastics an das chinesische Unternehmen Times New Material Technology (TMT) veräußerte. TMT ist eine Tochter des halbstaatlichen chinesischen Eisenbahnkonzerns CSR. 
Die ursprünglichen Boge-Standorte Eitorf und Ahrweiler wurden nicht verkauft, da sie einem anderen Geschäftsfeld angehören und somit auch weiterhin Teil des ZF-Konzerns sind.

## Trivia
In Eitorf wurde die Bogestraße nach Adolf Boge benannt.